# Alexander Richardson
Alexander Whitmore Colquhoun Richardson, född 11 maj 1887 i Gerrards Cross, Buckinghamshire, död 22 juli 1964 i Lymington, Hampshire, var en brittisk officer och bobåkare som tävlade under 1920-talet. Han vann silver i fyrmansbob vid olympiska vinterspelen 1924. Richardson deltog i både första världskriget och andra världskriget.
Han var far till roddaren Guy Richardson.